# Serious Sam 2
Serious Sam 2 – gra komputerowa z gatunku first-person shooter wyprodukowana w 2005 przez Croteam i wydana w 2005 roku przez 2K Games. Jest to bezpośredni sequel gry Serious Sam. 
W Serious Sam 2 gracz wciela się w postać silnie umięśnionego Sama, a jego głównym zadaniem jest eliminacja licznych rzesz potworów (około 40 rodzajów) przy użyciu licznych rodzajów broni. Arsenał obejmuje konwencjonalne bądź wymyślone rodzaje broni, między innymi piłę tarczową, tradycyjną dubeltówkę, kilka typów karabinów maszynowych, karabin wyborowy czy też wyjątkowo działo plazmowe. W przeciwieństwie do poprzednich części Serious Sam 2 umożliwia skorzystanie z ponad 10 środków lokomocji.
Przygotowana przez producentów kampania dla jednego gracza składa się z ponad 40 rozbudowanych poziomów. Jak we wcześniejszych częściach gry dostępny jest tryb gry wieloosobowej.